# Красная Звезда (Торез)
Красная Звезда — бывший район города Торез (в то время именовался город Чистяково), появился не позже 1937 года в северной части современного города из территории присоединённого 4 января 1933 года к Чистяковскому городскому совету посёлка шахт «Красная Звезда», основой которого послужила заложенная в 1920-х у станции Дроново шахты «Красная Звезда» и появившейся вместе с шахтой посёлок. Позже к посёлку присоединилась территория Коопстроя (южнее станции Дроново) — сейчас посёлок шахты № 7-бис (Розы Люксембург).
На территории района находились: шахта «Красная Звезда», клуб, школа № 2. Позже в районе Красной Звезды появились завод КПП, ремонтно-механический завод, школы № 15 и 26, ДК.
Районы города Чистяково были ликвидированы 21 января 1959 года.